# Cliff Richard

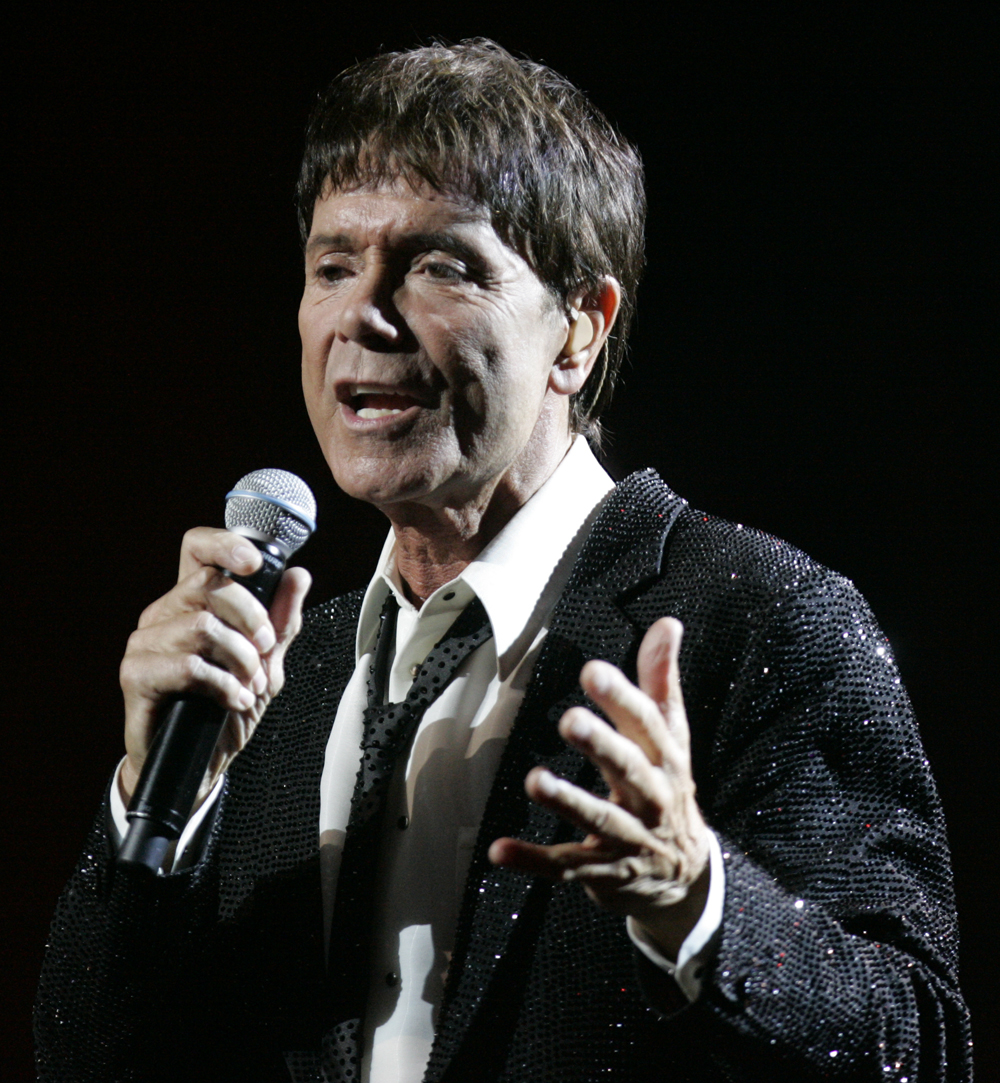
Cliff Richard, 2013

Sir Cliff Richard, OBE (* 14. Oktober 1940 in Lucknow, Britisch-Indien als Harry Rodger Webb) ist ein britischer Popsänger. In seiner langen und vielseitigen Karriere von den späten 1950er Jahren bis heute hat er weltweit rund 250 Millionen Tonträger verkauft. Er wurde 1995 als erster Popstar von Königin Elisabeth II. zum Ritter geschlagen.

## Karriere

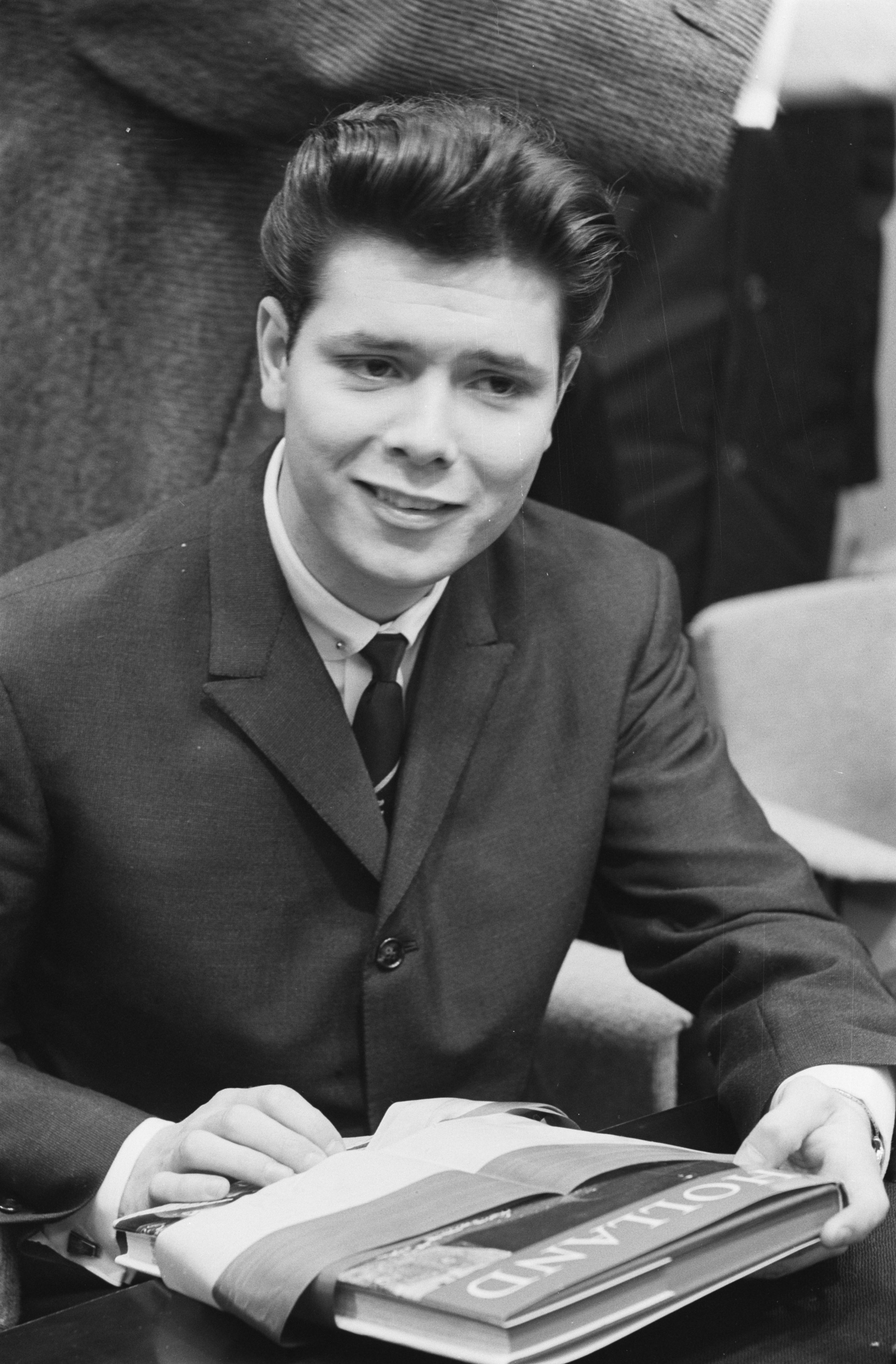
Cliff Richard, 1962

Richard wurde vom Musikproduzenten Norrie Paramor im Juli 1958 entdeckt und bis Oktober 1972 produziert. Als er am 29. August 1958 seine erste Single Move It auf den Markt brachte, war er einer von vielen britischen Musikern, die den amerikanischen Rock’n’Roll adaptierten. 1959 hatte er erste Nummer-eins-Hits in Großbritannien, Living Doll und Travellin’ Light. Bis 1969 wurde Richard meist von den Shadows begleitet. Diese hatten als eigenständige Formation von 1960 bis zum Ende der 1970er Jahre ebenfalls Top-10-Erfolge in Großbritannien.

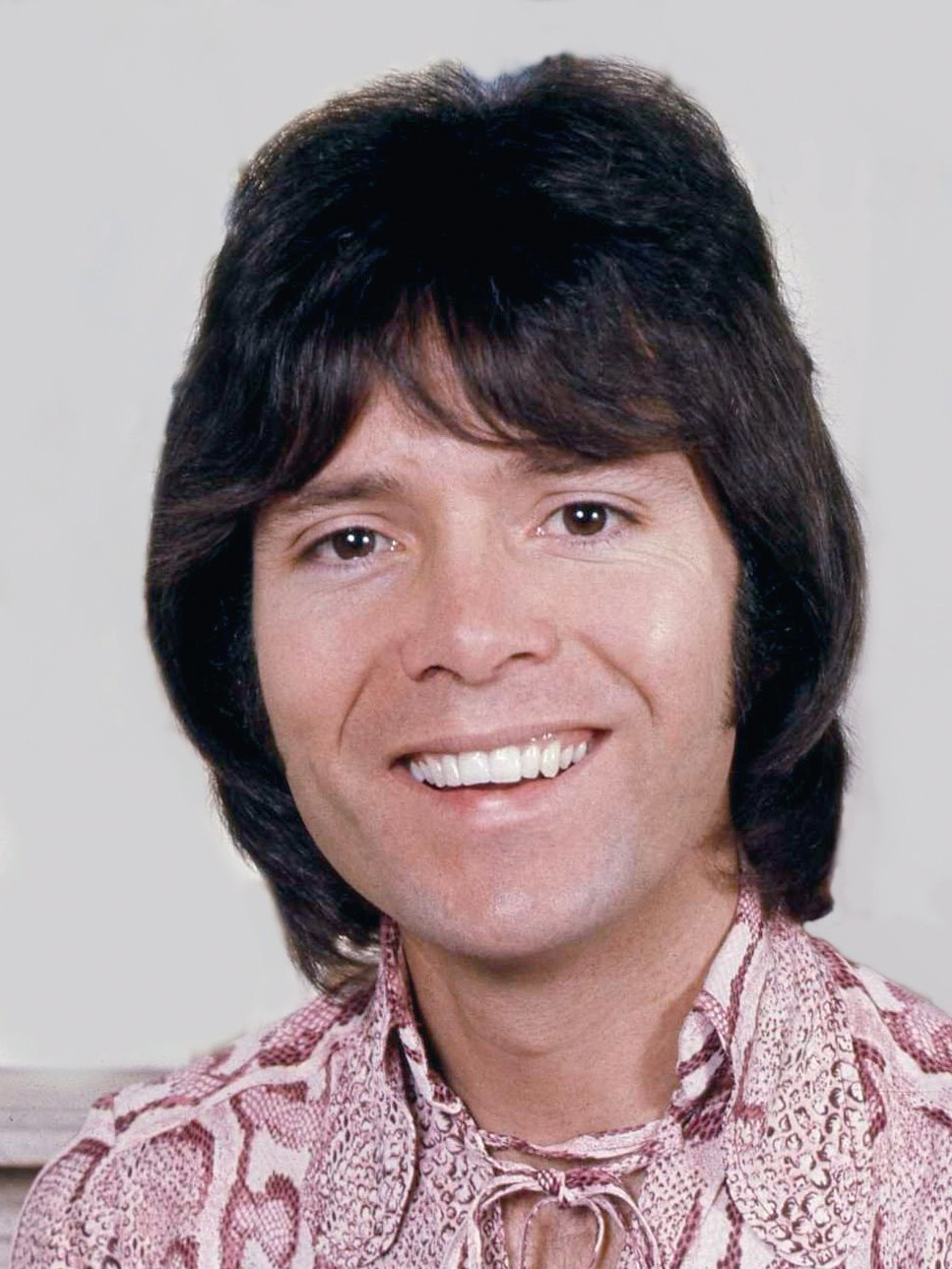
Cliff Richard, 1975

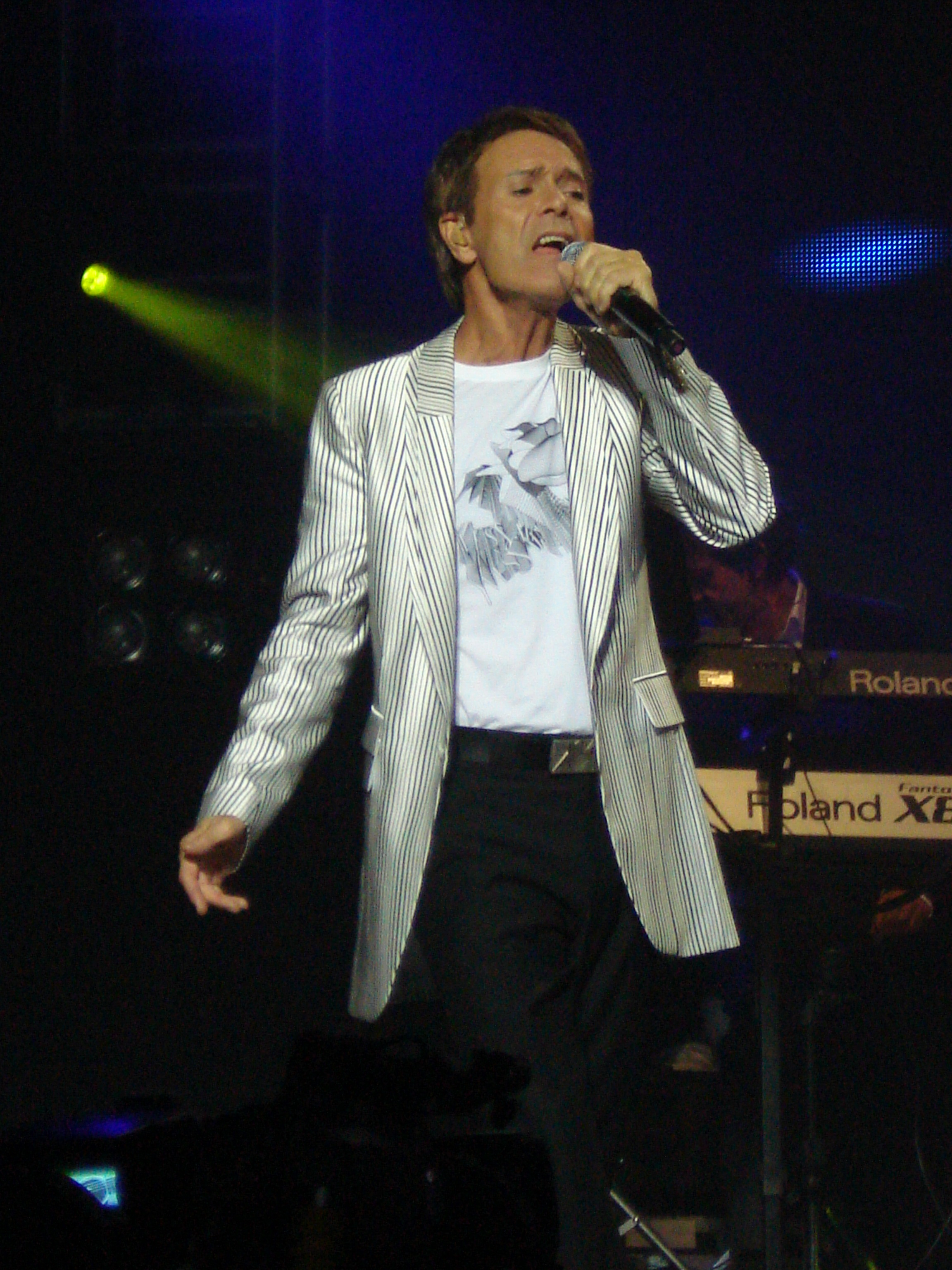
Cliff Richard, 2009

Anfang der 1960er Jahre sang Richards viele seiner Lieder auch in anderen Sprachen, da dies von den internationalen Partnern seiner Plattenfirma als erfolgversprechend erachtet wurde. Japanisch und Deutsch seien ihm dabei am schwersten gefallen, sagte er später. In Deutschland hatte Richard drei Nummer-eins-Hits: Rote Lippen soll man küssen, die deutsche Version von Lucky Lips, führte ab 7. Dezember 1963 sieben Wochen die Verkaufscharts an, Das ist die Frage aller Fragen, (Original: Spanish Harlem), ab 30. Januar 1965 vier Wochen und We Don’t Talk Anymore ab 15. Oktober 1979 fünf Wochen (höchste Notierung in Großbritannien auf Platz eins und in den USA auf Platz sieben). Zu seinen größten Erfolgen gehören außerdem Dreamin’, Some People, My Pretty One, Miss You Nights und Mistletoe and Wine, der britische Weihnachts-Nummer-eins-Hit von 1988.
Im Jahr 1996 produzierte Richard mit Tim Rice unter dem Titel Heathcliff eine Musical-Version des Romans Sturmhöhe von Emily Brontë und spielte darin die Hauptrolle. Das Musical wurde 1996 und 1997 in London und Birmingham aufgeführt.
Im Dezember 1999 gelang Cliff Richard mit Millennium Prayer sein 14. Nummer-eins-Hit. Damit ist er der einzige Künstler, dem in Großbritannien Nummer-eins-Hits in fünf Jahrzehnten gelangen. Mehr Platz-eins-Notierungen erreichten dort nur Elvis Presley, The Beatles und Westlife. In den USA hatte Richard hingegen wechselhaften Erfolg. Sein größter Hit dort war Platz sechs im Jahr 1976 mit Devil Woman. Mit der Single 21st Century Christmas erklomm Richard 2006 noch einmal Platz 2 der britischen Charts und wurde damit der einzige Künstler weltweit, der in sechs aufeinanderfolgenden Jahrzehnten Top-Ten-Hits hatte. So ist Cliff Richard neben Elton John der bei weitem erfolgreichste britische Künstler. Auch in fast allen Konzerthallen des Königreichs hält er den Besucherrekord. Cliff Richard zählt mit mehr als 250 Millionen verkauften Alben zu den erfolgreichsten Sängern Großbritanniens.
Richard vertrat Großbritannien zweimal beim Eurovision Song Contest. Beim ESC 1968 belegte der von ihm vorgetragene Song Congratulations den 2. Platz und beim ESC 1973 Power to All Our Friends den 3. Platz.
Im Herbst 2006 erschien Richards Album Two’s Company, das zu einer Hälfte alte Duette (mit Elton John, Sarah Brightman, Olivia Newton-John u. a.) und zur anderen Hälfte neue (mit Anne Murray, Barry Gibb u. a.) enthält. Im November 2018 veröffentlichte er Rise Up, sein erstes Studioalbum mit neuen Liedern seit über 14 Jahren.

## Persönliches
Richard ist bekennender Christ. Unter seinen Liedern sind zahlreiche christliche Titel, und er veröffentlichte ein Buch mit 50 Bibelgeschichten für Kinder. 1970 spielte er in dem christlich inspirierten Film Two a Penny die Hauptrolle. Er wirkte zudem bei Evangelisationen mit und trat mit dem US-amerikanischen Prediger Billy Graham auf. Privat widmet er sich karitativen Organisationen.
Die Medien spekulierten oft über Cliff Richards sexuelle Orientierung. Seit 2001 wohnt er mit einem ehemaligen Priester zusammen.

## Diskografie

Britische Original-Pressung der Single Living Doll (1959)

Deutsche Pressung der Single Congratulations (1968)

Studioalben

| Jahr | Titel                                        | Höchstplatzierung, Gesamtwochen/‑monate, AuszeichnungChartplatzierungen (Jahr, Titel, Platzierungen, Wochen/Monate, Auszeichnungen, Anmerkungen) | Höchstplatzierung, Gesamtwochen/‑monate, AuszeichnungChartplatzierungen (Jahr, Titel, Platzierungen, Wochen/Monate, Auszeichnungen, Anmerkungen) | Höchstplatzierung, Gesamtwochen/‑monate, AuszeichnungChartplatzierungen (Jahr, Titel, Platzierungen, Wochen/Monate, Auszeichnungen, Anmerkungen) | Höchstplatzierung, Gesamtwochen/‑monate, AuszeichnungChartplatzierungen (Jahr, Titel, Platzierungen, Wochen/Monate, Auszeichnungen, Anmerkungen) | Höchstplatzierung, Gesamtwochen/‑monate, AuszeichnungChartplatzierungen (Jahr, Titel, Platzierungen, Wochen/Monate, Auszeichnungen, Anmerkungen) | Anmerkungen                                                                        |
| Jahr | Titel                                        | DE | AT | CH | UK | US | Anmerkungen                                                                        |
| ---- | -------------------------------------------- | --- | --- | --- | --- | --- | ---------------------------------------------------------------------------------- |
| 1959 | Cliff                                        | DE33 (1 Mt.)DE | — | — | UK4 (31 Wo.)UK | — | … and the Drifters Erstveröffentlichung: April 1959 in DE erst 1964 veröffentlicht |
| 1959 | Cliff Sings                                  | — | — | — | UK2 (36 Wo.)UK | — | … and the Drifters Erstveröffentlichung: November 1959                             |
| 1960 | Me and My Shadows                            | — | — | — | UK2 (33 Wo.)UK | — | … and the Shadows Erstveröffentlichung: Oktober 1960                               |
| 1961 | Listen to Cliff!                             | — | — | — | UK2 (28 Wo.)UK | — | … and the Shadows Erstveröffentlichung: April 1961                                 |
| 1961 | 21 Today                                     | — | — | — | UK1 (16 Wo.)UK | — | … and the Shadows Erstveröffentlichung: Oktober 1961                               |
| 1962 | 32 Minutes and 17 Seconds with Cliff Richard | — | — | — | UK3 (21 Wo.)UK | — | … and the Shadows Erstveröffentlichung: September 1962                             |
| 1963 | When in Spain                                | — | — | — | UK8 (10 Wo.)UK | — | … and the Shadows Erstveröffentlichung: September 1963                             |
| 1964 | It’s All in the Game                         | — | — | — | — | US115 (7 Wo.)US | Erstveröffentlichung: August 1964                                                  |
| 1965 | Cliff Richard                                | — | — | — | UK9 (5 Wo.)UK | — | Erstveröffentlichung: März 1965 in DE bereits im November 1960 erschienen          |
| 1965 | When In Rome                                 | — | — | — | — | — | Erstveröffentlichung: 1965                                                         |
| 1965 | Love Is Forever                              | — | — | — | UK19 (1 Wo.)UK | — | … and the Shadows Erstveröffentlichung: November 1965                              |
| 1966 | Kinda Latin                                  | — | — | — | UK9 (12 Wo.)UK | — | Erstveröffentlichung: Mai 1966                                                     |
| 1967 | Don’t Stop Me Now!                           | — | — | — | UK23 (9 Wo.)UK | — | Erstveröffentlichung: März 1967                                                    |
| 1967 | Good News                                    | — | — | — | UK37 (1 Wo.)UK | — | Erstveröffentlichung: Oktober 1967 Gospel-Album                                    |
| 1968 | Established 1958                             | — | — | — | UK30 (4 Wo.)UK | — | … and the Shadows Erstveröffentlichung: September 1968                             |
| 1969 | Sincerely Cliff                              | — | — | — | UK24 (3 Wo.)UK | — | Erstveröffentlichung: September 1969                                               |
| 1970 | Tracks ’n Grooves                            | — | — | — | UK37 (2 Wo.)UK | — | Erstveröffentlichung: November 1970                                                |
| 1976 | I’m Nearly Famous                            | — | — | — | UK5 Gold · (21 Wo.)UK | US76 (15 Wo.)US | Erstveröffentlichung: Mai 1976                                                     |
| 1977 | Every Face Tells a Story                     | — | — | — | UK8 (10 Wo.)UK | — | Erstveröffentlichung: März 1977                                                    |
| 1978 | Small Corners                                | — | — | — | UK33 (5 Wo.)UK | — | Erstveröffentlichung: Februar 1978 Gospel-Album                                    |
| 1978 | Green Light                                  | — | — | — | UK25 (3 Wo.)UK | — | Erstveröffentlichung: September 1978                                               |
| 1979 | Rock 'n' Roll Juvenile                       | DE6 (23 Wo.)DE | AT23 (1 Mt.)AT | — | UK3 Gold · (22 Wo.)UK | US93 (15 Wo.)US | Erstveröffentlichung: September 1979                                               |
| 1980 | I’m No Hero                                  | DE14 (12 Wo.)DE | — | — | UK4 Gold · (12 Wo.)UK | US80 (34 Wo.)US | Erstveröffentlichung: September 1980                                               |
| 1981 | Wired for Sound                              | DE44 (4 Wo.)DE | — | — | UK4 Platin · (25 Wo.)UK | US132 (4 Wo.)US | Erstveröffentlichung: September 1981                                               |
| 1982 | Now You See Me, Now You Don’t                | — | — | — | UK4 Gold · (14 Wo.)UK | — | Erstveröffentlichung: August 1982 Gospel-Album                                     |
| 1983 | Silver                                       | DE57 (2 Wo.)DE | — | — | UK7 Gold · (24 Wo.)UK | — | Erstveröffentlichung: Oktober 1983                                                 |
| 1984 | The Rock Connection                          | — | — | — | UK43 Silber · (5 Wo.)UK | — | Erstveröffentlichung: November 1984                                                |
| 1987 | Always Guaranteed                            | DE9 (17 Wo.)DE | AT23 (½ Mt.)AT | CH21 (4 Wo.)CH | UK5 Platin · (25 Wo.)UK | — | Erstveröffentlichung: August 1987                                                  |
| 1989 | Stronger                                     | DE53 (16 Wo.)DE | — | — | UK7 Platin · (21 Wo.)UK | — | Erstveröffentlichung: Oktober 1989                                                 |
| 1991 | Together with Cliff Richard                  | — | — | — | UK10 Platin · (7 Wo.)UK | — | Erstveröffentlichung: November 1991                                                |
| 1993 | The Album                                    | — | — | — | UK1 Gold · (15 Wo.)UK | — | Erstveröffentlichung: April 1993                                                   |
| 1998 | Real as I Wanna Be                           | — | — | — | UK10 Silber · (10 Wo.)UK | — | Erstveröffentlichung: Oktober 1998                                                 |
| 2001 | Wanted                                       | — | — | — | UK11 Gold · (8 Wo.)UK | — | Erstveröffentlichung: November 2001                                                |
| 2003 | Cliff at Christmas                           | — | — | — | UK9 Platin · (10 Wo.)UK | — | Erstveröffentlichung: November 2003 Verkäufe: + 429.000                            |
| 2004 | Something’s Goin’ On                         | — | — | — | UK7 Gold · (9 Wo.)UK | — | Erstveröffentlichung: Oktober 2004                                                 |
| 2005 | For Life                                     | — | — | — | — | — | Erstveröffentlichung: 2005                                                         |
| 2006 | Two’s Company – The Duets                    | — | — | — | UK8 Gold · (9 Wo.)UK | — | Erstveröffentlichung: 6. November 2006                                             |
| 2007 | Love … The Album                             | — | — | — | UK13 Gold · (7 Wo.)UK | — | Erstveröffentlichung: November 2007                                                |
| 2009 | Reunited – Cliff Richard and the Shadows     | — | — | — | UK4 Gold · (14 Wo.)UK | — | … and the Shadows Erstveröffentlichung: 18. September 2009                         |
| 2010 | Bold as Brass                                | — | — | — | UK3 Silber · (10 Wo.)UK | — | Erstveröffentlichung: 11. Oktober 2010                                             |
| 2011 | Soulicious                                   | — | — | — | UK10 Silber · (10 Wo.)UK | — | Erstveröffentlichung: 7. Oktober 2011                                              |
| 2013 | The Fabulous Rock ’n’ Roll Songbook          | — | — | — | UK7 Gold · (8 Wo.)UK | — | Erstveröffentlichung: 11. November 2013                                            |
| 2016 | Just… Fabulous Rock ’n’ Roll                 | — | — | — | UK4 Gold · (9 Wo.)UK | — | Erstveröffentlichung: 11. November 2016                                            |
| 2018 | Rise Up                                      | — | — | — | UK4 Gold · (9 Wo.)UK | — | Erstveröffentlichung: 23. November 2018                                            |
| 2020 | Music… The Air That I Breathe                | — | — | — | UK3 Silber · (10 Wo.)UK | — | Erstveröffentlichung: 30. Oktober 2020                                             |
| 2022 | Christmas with Cliff                         | — | — | — | UK2 Silber · (5 Wo.)UK | — | Erstveröffentlichung: 25. November 2022                                            |
| 2023 | Cliff with Strings – My Kinda Life           | — | — | — | UK5 (7 Wo.)UK | — | Erstveröffentlichung: 3. November 2023                                             |

grau schraffiert: keine Chartdaten aus diesem Jahr verfügbar

## Schriften
- 1968: Wie ich die Dinge sehe (engl. The Way I See It), ISBN 3-417-00127-7.
- 1969: Der neue Song (Originaltitel: New Singer New Song).
- 1970: Wenn sie mich fragen…, ISBN 3-417-00205-2 (Originaltitel: Questions)
- 1990: Mein Leben im Rampenlicht. ISBN 3-87067-393-1, (engl. Single-Minded).
- 2008: My Life, My Way (engl.), ISBN 0-7553-1588-X (deutsch: Leben auf meine Art, Aussaat, 2009, ISBN 3-7615-5746-9).

## Auszeichnungen
- 1964 und 1965 erhielt er den Goldenen Bravo Otto der Jugendzeitschrift Bravo.
- 1980 erhielt er den O.B.E. (Officer of the Order of the British Empire) für seine Musik-Verdienste.
- 1993: RSH-Gold in der Kategorie „Klassiker“[9]
- 1995 wurde er von der Queen als erster Popsänger wegen seiner Verdienste auf dem Gebiet der Wohltätigkeit als Knight Bachelor zum Ritter geschlagen.
- 2003: Goldener Kompass Medienpreis des Christlichen Medienverbund KEP.[10]
- 2006: Komtur des Ordens des Infanten Dom Henrique
- 2011: Ehrenpreis des Deutschen Nachhaltigkeitspreises

## Trivia
2001 brachte Richard die erste Ernte seines an der Algarve gelegenen Weingutes auf den Markt. Der Rotwein heißt Vida Nova und ist mittlerweile auch als Roséwein erhältlich. Dieser Wein wurde aus mehr als 9000 Weinen mit der Bronze-Medaille beim International Wine Challenge in London ausgezeichnet. Alle Weine wurden von Experten blind getestet.
Nebenbei verkauft Richard ein eigenes Parfum namens Devil Woman.
Im Winter weilt Richard oft in seiner Villa auf Barbados, die er auch dem ehemaligen britischen Premierminister Tony Blair gelegentlich zur Verfügung stellte.